# Steinberg (Bajorország)
Steinberg am See település Németországban, azon belül Bajorországban. Lakosainak száma 1996 fő (2023. december 31.).

## Népesség
A település népessége az elmúlt években az alábbi módon változott:
| Lakosok száma | 248  | 746  | 1460 | 1422 | 1864 | 1885 | 1887 | 1923 | 2017 | 1996 |
|               | 1875 | 1950 | 1975 | 1987 | 2012 | 2014 | 2016 | 2017 | 2021 | 2023 |